# Delhi Cantonment

Karta över kommuner i NCT of Delhi, med Delhi Cantonment markerat.

Delhis garnisonsstad, officiellt Delhi Cantonment (ofta förkortat Delhi Cantt), är en stad som står under militär administration i det indiska unionsterritoriet National Capital Territory of Delhi. Den är belägen i distriktet New Delhi och är en förort till Delhi. Befolkningen uppgick till 110 351 invånare vid folkräkningen 2011.